# 순정에 맺은 사랑
《순정에 맺은 사랑》(All That Heaven Allows)은 미국에서 제작된 더글라스 서크 감독의 1955년 영화이다. 제인 와이먼 등이 주연으로 출연하였고 로스 헌터 등이 제작에 참여하였다.
1995년 이 영화는 미국 의회도서관에 의해 문화적으로, 역사적으로, 미적으로 중요성을 인정받아 미국 국립영화등기부에 선정, 보존되었다.

## 출연
- 제인 와이먼 - 케리 스콧
- 록 허드슨 - 론 커비
- 애그니스 무어헤드 - 세라 워런
- 콘래드 나이절 - 하비
- 버지니아 그레이 - 앨리다 앤더슨
- 글로리아 탤벗 - 케이 스콧
- 윌리엄 레이놀즈 - 네드 스콧
- 찰스 드레이크 - 믹 앤더슨
- 헤이든 로크 - 닥터 댄 헤네시
- 재클린 디윗 - 모나 플래시
- 리 스노든 - 조앤
- 도널드 커티스 - 하워드 호퍼
- 앨릭스 제리 - 조지 워런
- 네스토르 파이바 - 마누엘
- 포리스트 루이스 - 위크스 씨
- 톨 에이버리 - 톰 앨런비
- 메릴 앤더스 - 메리 앤
- 데이비드 잰슨 - 프레디

## 기타
- 의상: 빌 토머스